# Sistema combinacional
Se denomina sistema combinacional o lógica combinacional a todo sistema lógico en el que sus salidas son función exclusiva del valor de sus entradas en un momento dado, sin que intervengan en ningún caso estados anteriores de las entradas o de las salidas. Las funciones booleanas –compuestas por operadores OR, AND, NAND, XOR– se pueden representar íntegramente mediante una tabla de verdad. Por tanto, carecen de memoria y de retroalimentación.
En electrónica digital la lógica combinacional está formada por ecuaciones simples a partir de las operaciones básicas del álgebra de Boole. Entre los circuitos combinacionales clásicos tenemos:
- Lógicos

- Generador/Detector de paridad
- Multiplexor y Demultiplexor
- Codificador y Decodificador
- Conversor de código
- Comparador

- Aritméticos

- Sumador

- Aritméticos y lógicos

- Unidad aritmético lógica

Estos circuitos están compuestos únicamente por puertas lógicas interconectadas entre sí, sin ningún biestable o celda de memoria.

## Funciones combinacionales

Todos los circuitos combinacionales pueden representarse empleando álgebra de Boole a partir de su función lógica, generando de forma matemática el funcionamiento del sistema combinacional. De este modo, cada señal de entrada es una variable de la ecuación lógica de salida. Por ejemplo, un sistema combinacional compuesto exclusivamente por una puerta AND tendría dos entradas A y B. Su función combinacional sería {\displaystyle F=A\cdot B}, para una puerta OR sería {\displaystyle F=A+B\,}. Estas operaciones se pueden combinar formando funciones más complejas.
Esto permite emplear diferentes métodos de simplificación para reducir el número de elementos combinacionales que forman el sistema.